# Александро-Невский собор (Баку)
Александро-Невский собор — утраченный православный храм в Баку. Был построен в 1898 году. Являлся крупнейшим храмом на Кавказе до его разрушения коммунистами в 1936 году.

## История
Потребность в строительстве нового собора в Баку появилась ещё в 1870-х годах, так как имевшиеся храмы в праздничные дни не вмещали и четверти желавших помолиться. В начале 1880-х, в бытность главноначальствующего на Кавказе князя Александра Дондукова-Корсакова, бакинцы много раз подавали прошение князю об отводе места для постройки нового собора. Место для нового храма предложил протоиерей О. Ляпидевский. На этом месте было старое недействующее мусульманское кладбище. Мусульмане по воскресеньям устраивали рядом базар, а в остальные дни пригоняли скот для продажи.
9 ноября 1882 года вопрос об отводе земли вынесли на обсуждение Бакинской городской думы, однако решение было опротестовано гласными-мусульманами, в связи с чем думой было принято решение об обнесении мусульманского кладбища оградой и об отводе под постройку собора другого места. Однако подходящего места не нашли и строительство собора началось на месте кладбища. В 1888 году при рытье котлована для фундамента будущего собора были обнаружены древние (доисламские) погребения в виде каменных ящиков, расположенные в несколько рядов, один над другим, а также могила в виде большого тендира.
8 октября 1888 года в Баку в присутствии императора Александра III и цесаревича Николая состоялась торжественная церемония закладки Бакинского собора. Прообразом послужила церковь в Новом Афоне, автором которой был академик Роберт Марфельд. Указом императора Александра III Марфельд был назначен главным архитектором будущего храма. Производство работ было поручено Иосифу Гославскому.
В начале 1890-х годов император отпустил ассигнования на сооружение храма, однако средств на строительство подобного величественного храма не хватало и недостающие 200 тысяч золотых рублей были собраны жителями-бакинцами, из которых, как утверждала народная молва, 150 тысяч рублей пожертвовали мусульмане.
8 октября 1898 года, ровно через десять лет после закладки, собор был торжественно освящён экзархом Грузии во имя святого благоверного князя Александра Невского. На освящение и на Божественную литургию, кроме высокопоставленных лиц, собралась и огромная толпа народа разных национальностей и конфессий.
Площадь вокруг собора получила название Новособорная, она располагалась между улицами Персидской, Спасской, Врангельской и Колюбакинской.
Высота собора с венчающим крестом составляла 81 м. Храм возвышался над плоскими крышами Баку и был виден из любой точки города, и даже из далеких пригородов. Внешне он напоминал Покровский собор в Москве, а внутри — храм Христа Спасителя. По куполам собора капитаны подплывавших к Бакинскому порту кораблей сверяли свои курсы. На этот собор ходили любоваться, его бессчетное количество раз фотографировали, фото помещали на открытки, в журналы и газеты. Сюда приходили и мусульмане, и христиане, в том числе молодые женщины, у которых были проблемы с деторождением, больные — в надежде на исцеление.
В 1936 году храм был разрушен по приказу местных советских властей. Акт вандализма фиксировали на фотоплёнку. В настоящее время на месте собора находится музыкальная школа имени Бюль-Бюля.

## Галерея

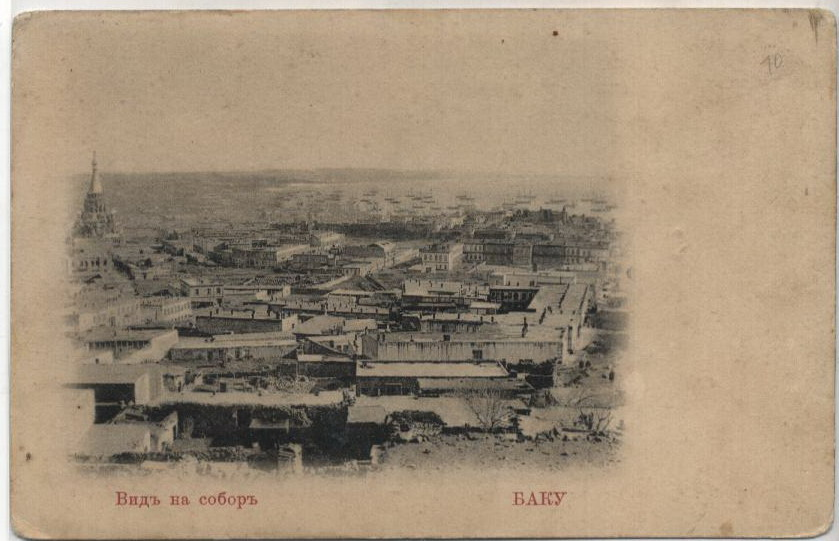
Панорама города с видом на собор (открытка начала XX века)
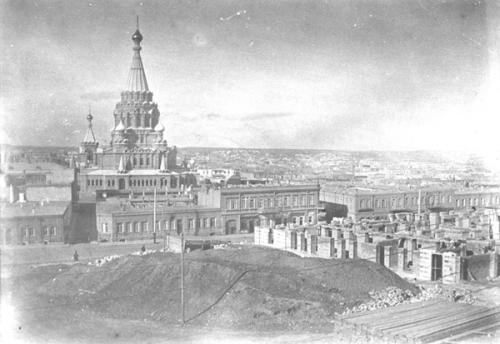
Вид собора с бакинской крепости в конце XIX века
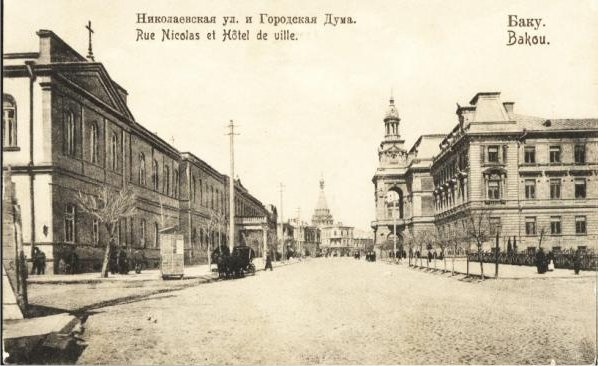
Вид на собор от Бакинской городской думы в начале XX века
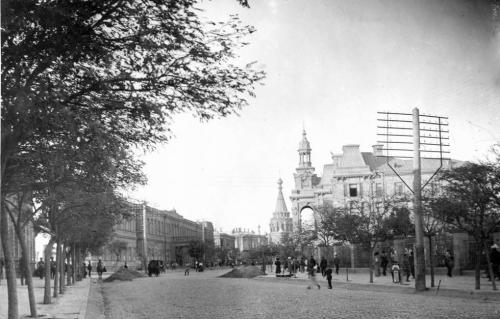
Собор с Николаевской улицы в 1910-е годы
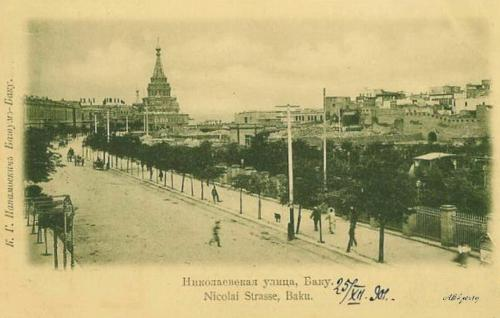
Вид собора с Николаевской улицы (1901 год)
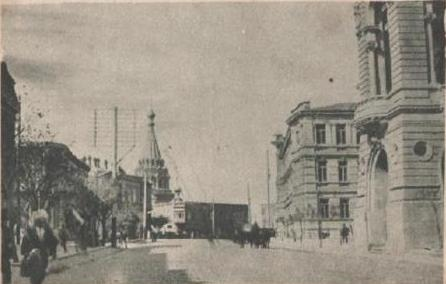
Вид собора с Коммунистической улицы (1922 год)
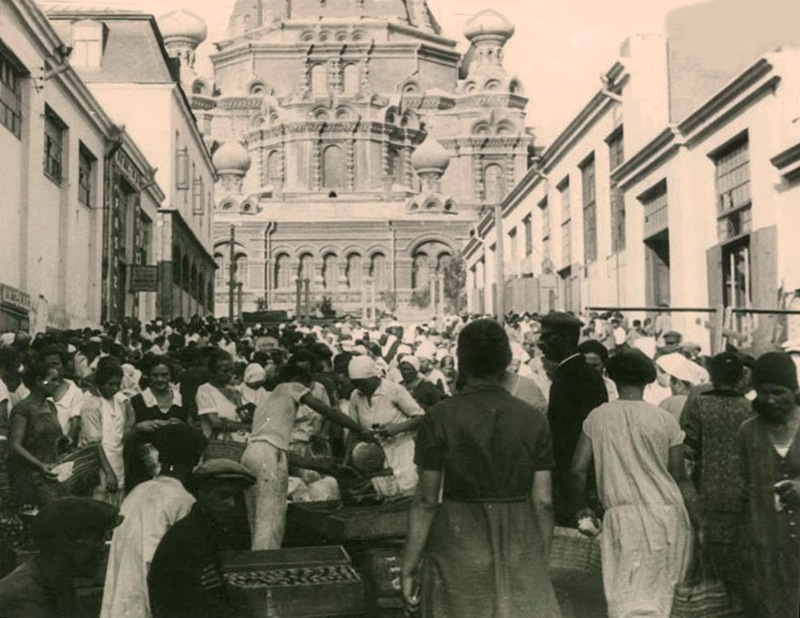
Громада собора со стороны рынка Пассаж около 1930 года
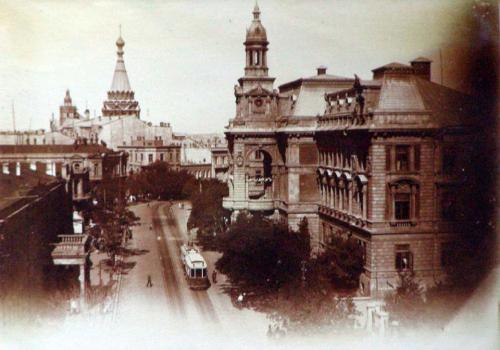
Вид собора с Коммунистической улицы (1930-е годы)
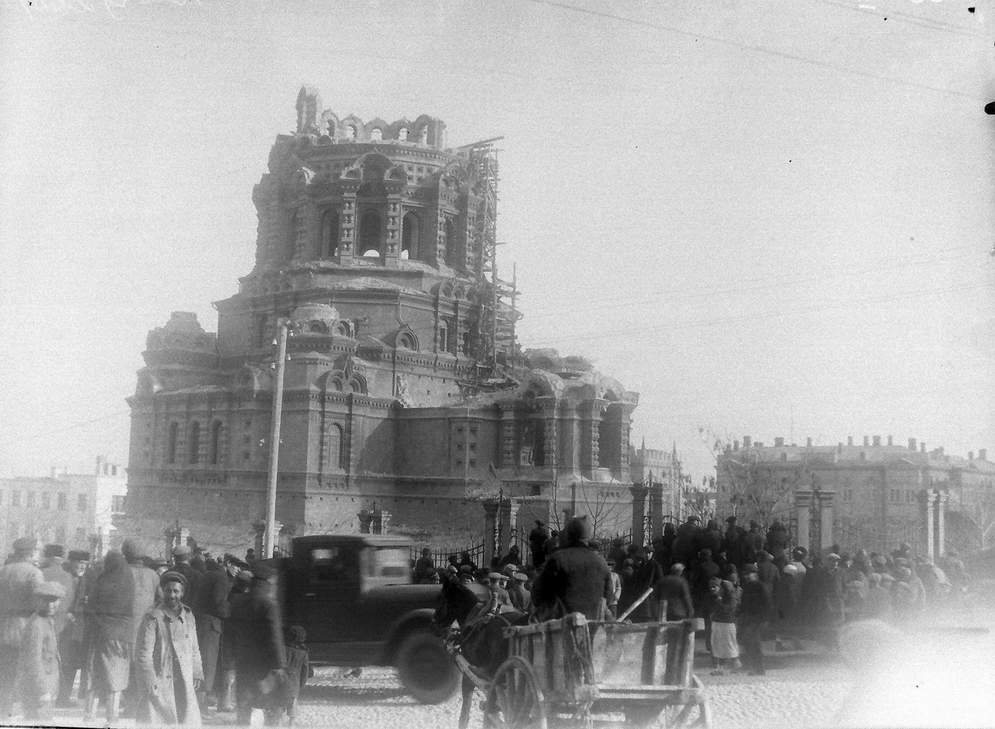
Снос собора в 1936 году